# Pandemie
Een pandemie is een epidemie van een besmettelijke ziekte, op wereldwijde schaal. Het woord is een neologisme, afgeleid van de Oudgriekse woorden: παν (pan) geheel, en δῆμος (dêmos) volk.

## Veroorzakers van een pandemie
Volgens de Wereldgezondheidsorganisatie (WHO) kan een pandemie ontstaan wanneer aan de volgende drie eisen is voldaan:
- het opkomen van een ziekte die nieuw is voor de populatie
- de ziekte infecteert mensen en veroorzaakt zware klachten
- de ziekte verspreidt zich gemakkelijk onder de bevolking

Een ziekte die wijdverspreid is of veel mensen doodt is niet per definitie pandemisch; de ziekte moet daarvoor ook infecterend zijn. Zo is kanker een ziekte die veel doden veroorzaakt, maar niet van mens op mens overdraagbaar is, en daarmee geen pandemische ziekte.
Factoren die een rol spelen bij het samenspel van mens, dier en omgeving bij een pandemie:
- Demografie
- Consumptie
- Gezondheidssystemen
- Klimaat
- Grondgebruik
- Dieren in het wild
- Handel
- Landbouwpraktijk
- Toerisme
- Economische kracht
- Reizen

### Toename risico op pandemieën in de 21e eeuw
Viroloog Marion Koopmans (Erasmus MC) waarschuwde in 2018 voor de toenemende kans op pandemieën.
Virussen verspreiden zich namelijk gemakkelijker en beter door:
- bevolkingsgroei en verstedelijking en het ontstaan van vele megasteden;
- toename van de voedselproductie en veehouderij;
- wereldwijd reizen en handelen;
- de vergrijzing;
- veranderingen in het klimaat en in ecosystemen (zie ook Opwarming van de Aarde).

## Zes pandemische fases, zoals gehanteerd door de WHO
De WHO hanteert zes verschillende 'pandemische fases' om de verspreiding van ziektes te classificeren.
Hieronder een overzicht van die fases, in het geval van griepvirussen:
| Pandemie-alarmfases van de WHO | Pandemie-alarmfases van de WHO |
| ------------------------------ | --- |
| Fase                           | Beschrijving |
| 1                              | Er circuleren geen dierlijke griepvirussen waarvan bekend is dat ze infecties veroorzaken bij mensen. |
| 2                              | Van een dierlijk griepvirus is bekend dat het een infectie heeft veroorzaakt bij een mens. Het virus wordt daarom als een mogelijke veroorzaker van een pandemie gezien. |
| 3                              | Een dierlijk of menselijk-dierlijk griepvirus heeft enkele gevallen of kleine clusters van besmetting veroorzaakt bij mensen. Er is geen sprake van grootschalige overdracht van het virus van mens op mens.                                                                                           |
| 4                              | Van het dierlijke of menselijk-dierlijke griepvirus is bevestigd dat er sprake is van overdracht van mens op mens, wat betekent dat de kans op een uitbraak zeer aanwezig is. Fase 4 betekent een significante verhoging van het risico op een pandemie, maar een pandemie is nog niet onvermijdelijk. |
| 5                              | Hetzelfde griepvirus heeft uitbraken veroorzaakt in twee of meer landen in dezelfde WHO-regio. Deze fase geeft aan dat een pandemie waarschijnlijk is. |
| 6                              | Naast de criteria van fase 5 heeft het griepvirus een uitbraak veroorzaakt in minstens een ander land in een andere WHO-regio. Deze fase geeft aan dat er sprake is van een pandemie. |
| Post-piekperiode               | Het aantal ziektegevallen daalt in de meeste landen. Aangezien pandemieën vaak in golven optreden is het niet ondenkbaar dat het aantal ziektegevallen vervolgens weer gaat stijgen. |
| Post-pandemische periode       | De activiteit van de virussen is terug op het normale niveau. |

## Lijst van pandemieën

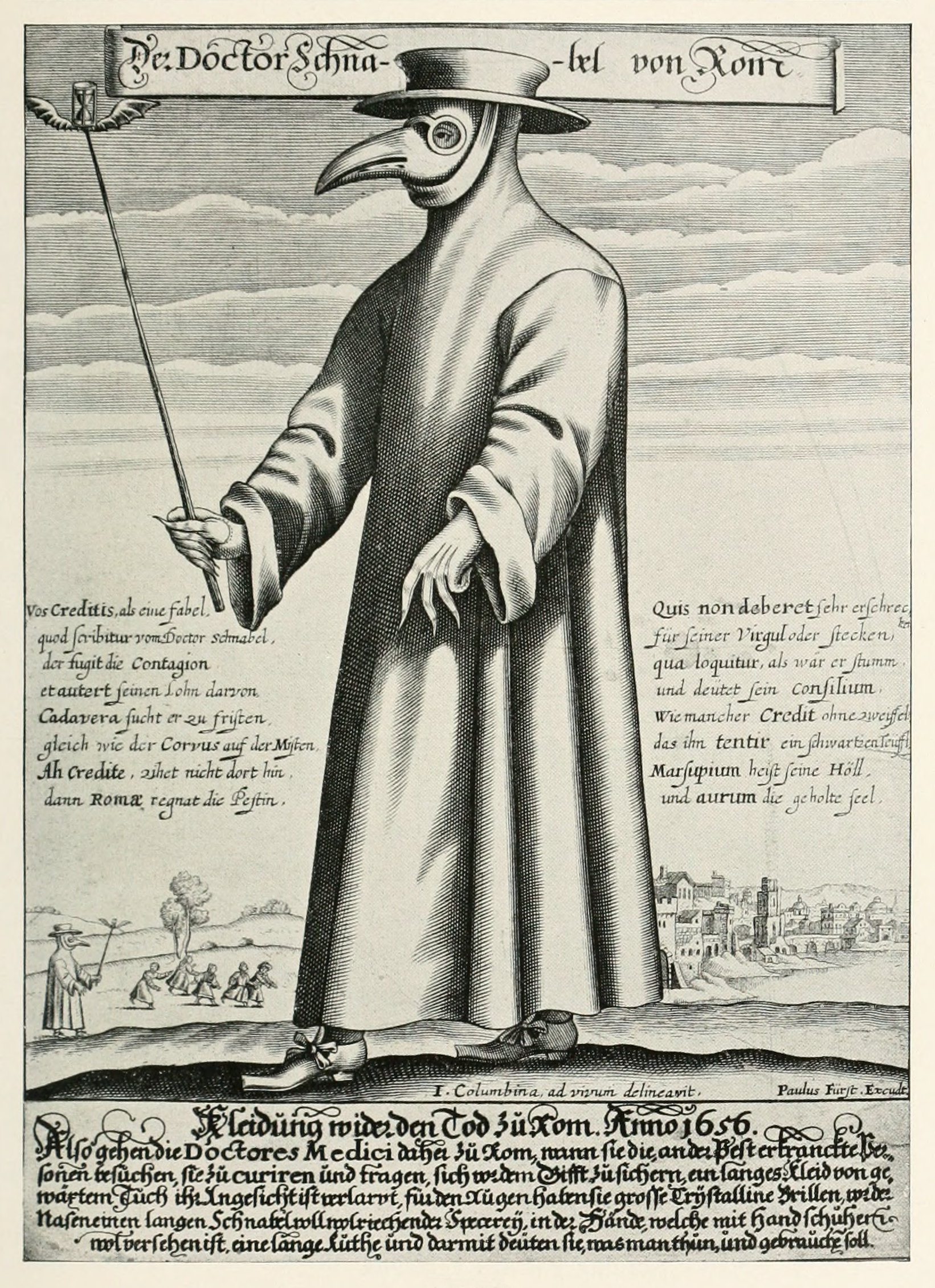
Een pestdokter uit de 17e eeuw in Rome

### Historische pandemieën
- Pest: van de 14e tot de 19e eeuw endemisch in Europa en soms pandemisch
  - Pest van Justinianus: 541-543
  - Zwarte Dood: 1347-1352
  - Derde pestpandemie: 1895-1912

### Moderne influenza-pandemieën
Hieronder een lijst met de belangrijkste moderne influenza-pandemieën.
- Russische griep (1889-1890)
- Spaanse griep (1918-1920), verspreidde zich wereldwijd en veroorzaakte 500 miljoen zieken en 20 tot mogelijk 100 miljoen doden.
- Aziatische griep (1957) met een miljoen doden.
- Hongkonggriep (1968) met 700.000 doden.
- Mexicaanse griep (van 11 juni 2009 tot augustus 2010) met ten minste 13.763 doden.

### Huidige pandemieën
- COVID-19 – Op 11 maart 2020 stelde de Wereldgezondheidsorganisatie (WHO) officieel vast dat de uitbraak van het nieuwe SARS-CoV-2-virus tot een pandemie had geleid.[8] Begin maart 2022 werd het aantal van 6 miljoen doden wereldwijd gepasseerd.[9]
- Hiv/aids – Hoewel de WHO de term ‘wereldwijde epidemie’ gebruikt om hiv te beschrijven,[10] gebruiken sommige wetenschappers de term 'pandemie'.[11]

## Media
In 2018 zette de Britse wiskundige Hannah Fry voor BBC Four een grootschalig, app-gestuurd sociaal experiment op om de verspreiding van een pandemie in kaart te brengen. Het project resulteerde in de documentaire Contagion! The BBC Four Pandemic. Het ontstaan van de coronapandemie vertoonde gelijkenis met haar experiment. 